# Thalheim an der Thur
Thalheim an der Thur é uma comuna da Suíça, no Cantão Zurique, com cerca de 708 habitantes. Estende-se por uma área de 6,44 km², de densidade populacional de 110 hab/km². Confina com as seguintes comunas: Adlikon, Altikon, Dägerlen, Dinhard, Neunforn (TG), Ossingen.
A língua oficial nesta comuna é o Alemão.